# 第5ヘリコプター海上戦闘飛行隊 (アメリカ海軍)
第5ヘリコプター海上戦闘飛行隊（だい5ヘリコプターかいじょうせんとうひこうたい、英: Helicopter Sea Combat Squadron 5、略称：HSC-5）は、アメリカ海軍大西洋艦隊ヘリコプター海上戦闘航空団隷下のヘリコプター部隊。愛称はナイトディッパーズ。1956年1月3日に第5ヘリコプター対潜飛行隊（英: Helicopter Anti-Submarine Squadron 5、略称：HS-5）としてフロリダ州のキーウェスト海軍航空基地で編成され、2014年1月24日に第5ヘリコプター海上戦闘飛行隊へ改編された。バージニア州のノーフォーク海軍基地に所在し、空母「ジョージ・H・W・ブッシュ（USS George H. W. Bush, CVN-77）」艦載の第7空母航空団を構成する飛行隊になっている。多用途ヘリコプターとしてMH-60Sを運用する。

## 歴代運用機
- 哨戒ヘリコプター
  - HSS-1N
  - SH-3A/D/H
  - SH-60F
- 救難ヘリコプター
  - HH-60H
- 多用途ヘリコプター
  - MH-60S

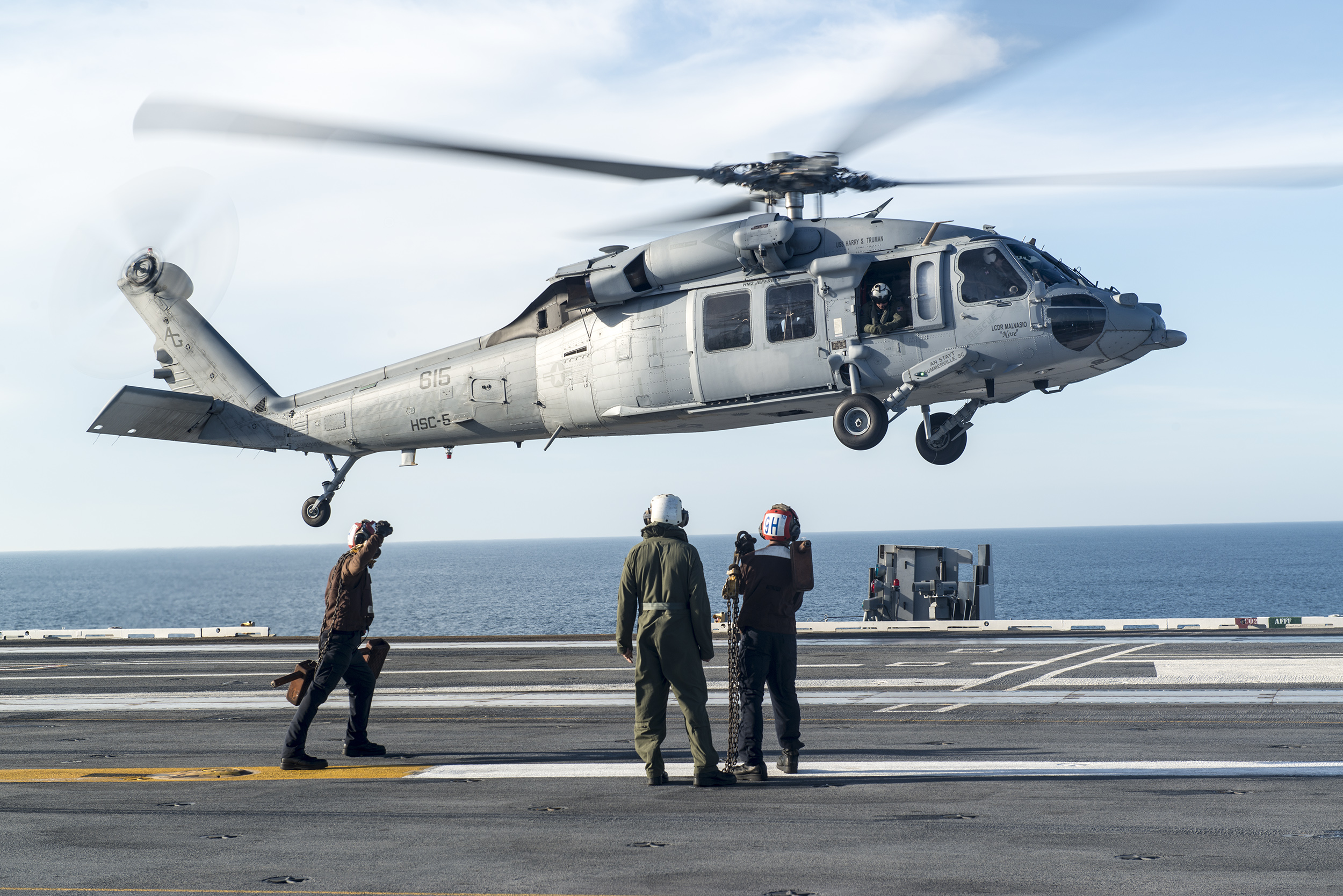
HSC-5で運用するMH-60S